# Río Sigre
El río Sigre es un río que desemboca en la laguna de Brus por la costa Caribe del norte de Honduras en el departamento de Gracias a Dios.